# Chenopodium album
Il farinello comune (Chenopodium album L., 1753) è una pianta erbacea annuale appartenente alla famiglia delle Amarantacee, diffusa in tutta la penisola italiana.

## Etimologia
Il nome generico (Chenopodium) deriva dalla particolare conformazione delle foglie simile al piede dell'oca: dal greco ”chen” (= oca) e ”pous” (= piede) oppure ”podion” (= piccolo piede). L'epiteto specifico (album) si riferisce ovviamente alla colorazione dell'infiorescenza.
Il binomio scientifico attualmente accettato (Chenopodium album) è stato proposto da Linneo nella pubblicazione Species Plantarum del 1753.
In lingua tedesca questa pianta si chiama Weißer Gänsefuß; in francese si chiama Chénopode blanc; in inglese si chiama Fat-hen.

## Descrizione

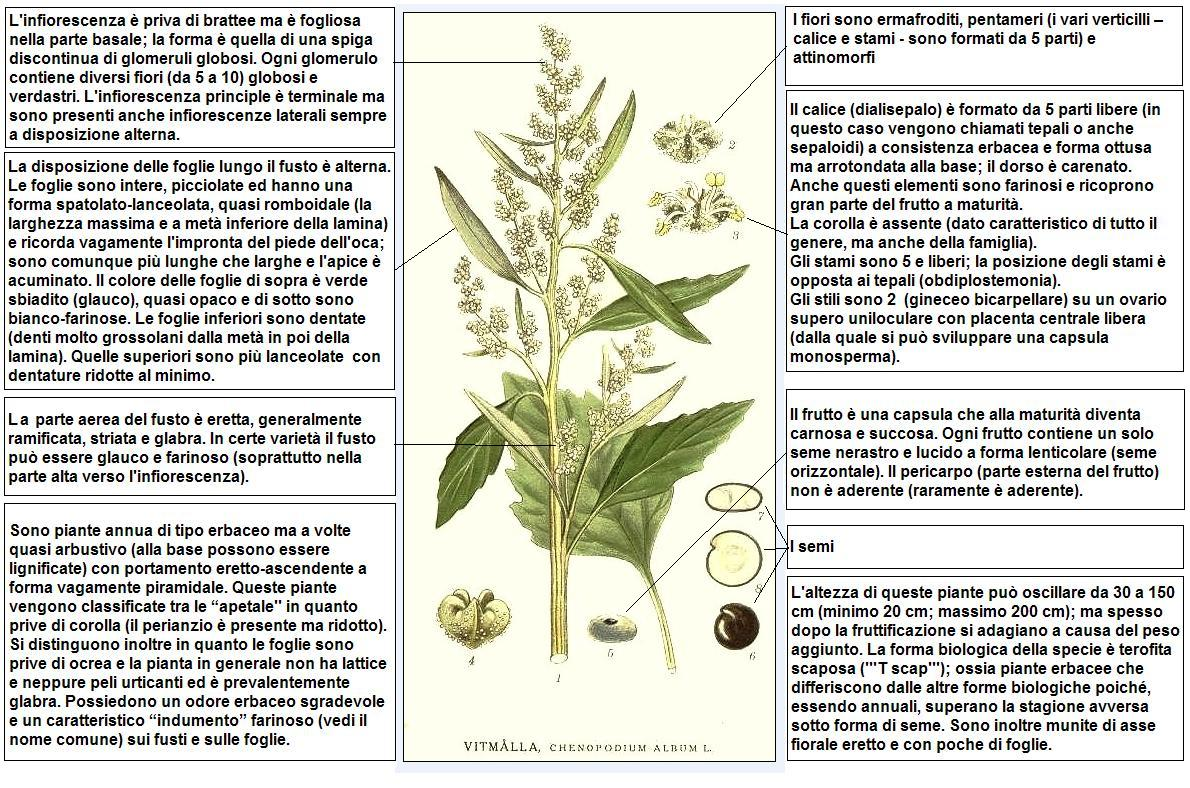
Descrizione delle parti della pianta

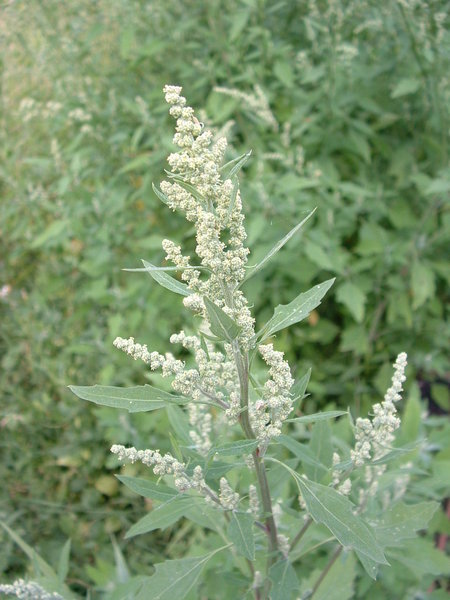
Il portamento

Sono piante annue di tipo erbaceo, ma a volte quasi arbustivo (alla base possono essere lignificate) con portamento eretto-ascendente a forma vagamente piramidale. Queste piante vengono classificate tra le “apetale" in quanto prive di corolla (il perianzio è presente ma ridotto). Si distinguono inoltre in quanto le foglie sono prive di ocrea e la pianta in generale non ha lattice e neppure peli urticanti ed è prevalentemente glabra. Possiedono un odore erbaceo sgradevole e un caratteristico “indumento” farinoso (vedi il nome comune) sui fusti e sulle foglie. L'altezza di queste piante può oscillare da 30 a 150 cm (minimo 20 cm; massimo 200 cm); ma spesso dopo la fruttificazione si adagiano a causa del peso aggiunto. La forma biologica della specie è terofita scapose (T scap); ossia piante erbacee che differiscono dalle altre forme biologiche, poiché, essendo annuali, superano la stagione avversa sotto forma di seme. Sono inoltre munite di asse fiorale eretto e con poche di foglie.

### Radici
La radice è del tipo a fittone.

### Fusto
- Parte ipogea: assente
- Parte epigea: la parte aerea del fusto è eretta, generalmente ramificata, striata e glabra. In certe varietà il fusto può essere glauco e farinoso (soprattutto nella parte alta verso l'infiorescenza).

### Foglie

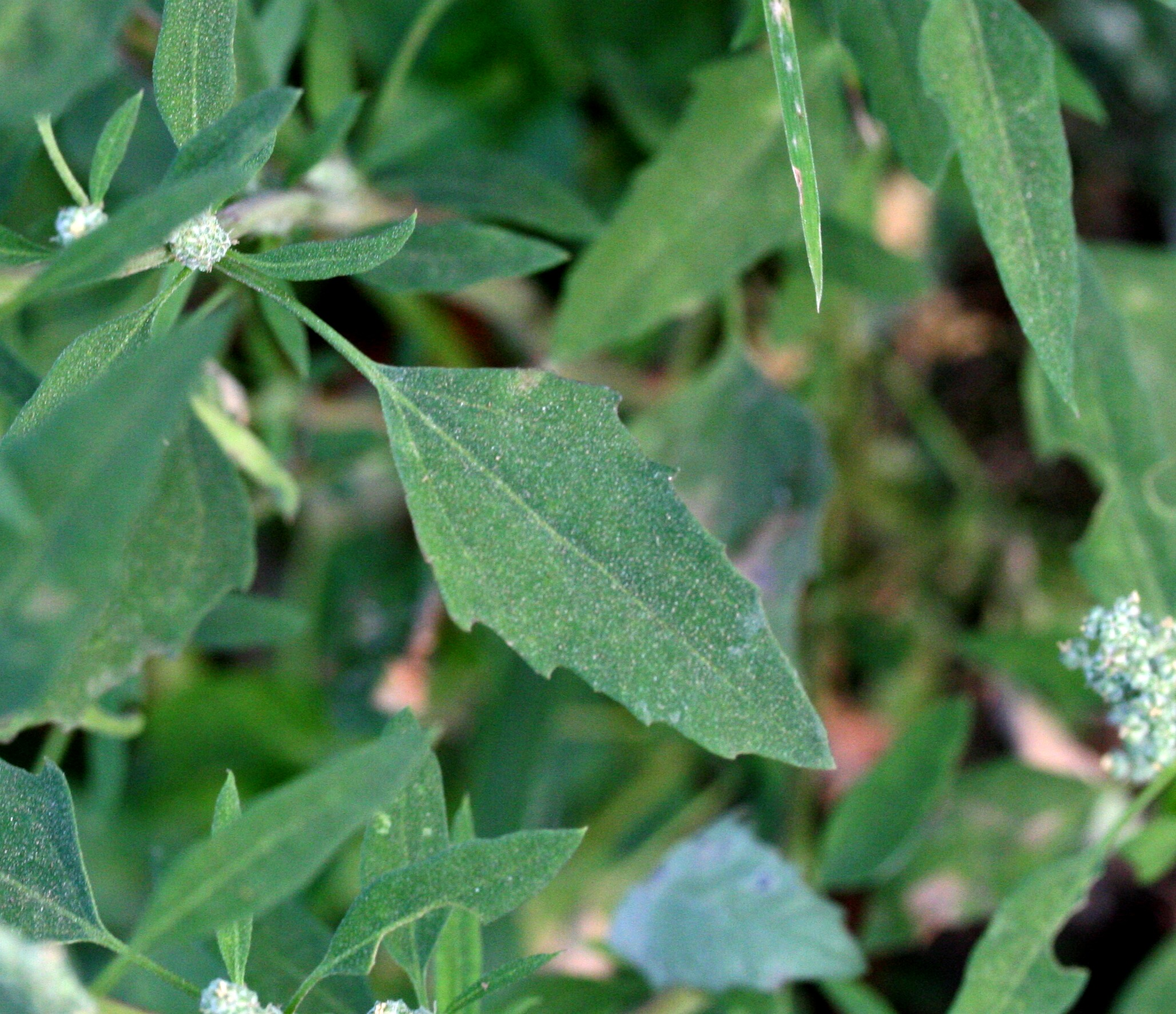
Foglia Località: Cesa, Limana (BL), 330 m s.l.m. - 22/10/2008
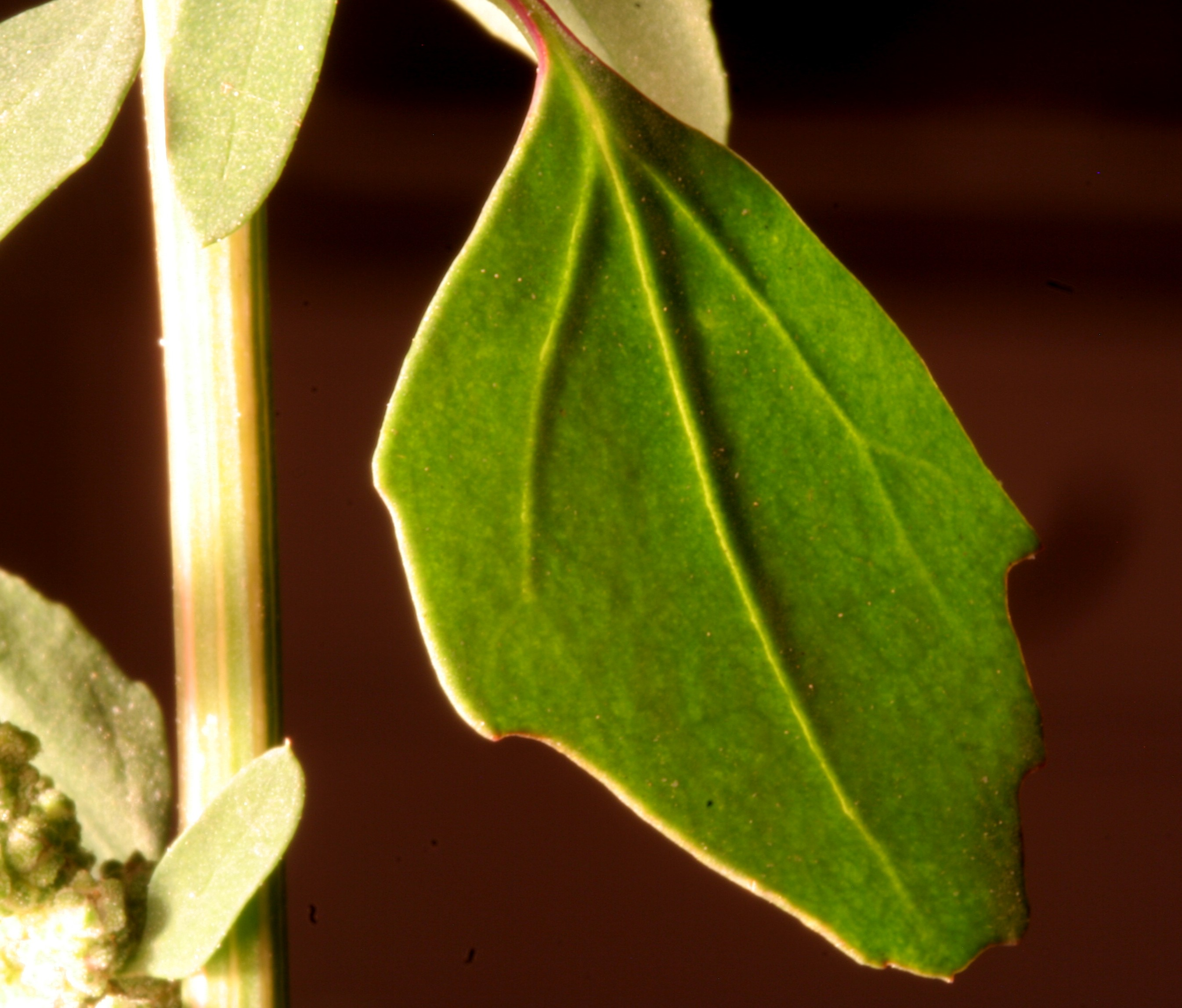
Foglia (retro) Località: Villa Prima, Limana (BL), 350 m s.l.m. - 04/10/2009

La disposizione delle foglie lungo il fusto è alterna. Le foglie sono intere, picciolate e hanno una forma spatolato-lanceolata, quasi romboidale (la larghezza massima e a metà inferiore della lamina) e ricorda vagamente l'impronta del piede dell'oca; sono comunque più lunghe che larghe e l'apice è acuminato. In genere il colore delle foglie di sopra è verde sbiadito (glauco), quasi opaco e di sotto sono bianco-farinose. Le foglie inferiori sono dentate (denti molto grossolani dalla metà in poi della lamina). Quelle superiori sono più lanceolate  con dentature ridotte al minimo. Lunghezza del picciolo: 2 – 4 cm. Dimensioni medie delle foglie: larghezza 2,5 – 5 cm; lunghezza 5 – 9 cm. Quelle minori non sono più lunghe di 3 – 4 cm. Numero dei denti per lato: 3 – 6.

### Infiorescenza
L'infiorescenza è priva di brattee ma è fogliosa nella parte basale; la forma è quella di una spiga discontinua di glomeruli globosi. Ogni glomerulo contiene diversi fiori (da 5 a 10 o più) globosi e verdastri. L'infiorescenza principale è terminale ma sono presenti anche infiorescenze laterali (all'ascella delle foglie) sempre a disposizione alterna. Diametro dei glomeruli: 3 – 5 mm. Diametro dei singoli fiori: 1,5 mm. Lunghezza delle infiorescenze: 2 – 20 cm.

### Fiore

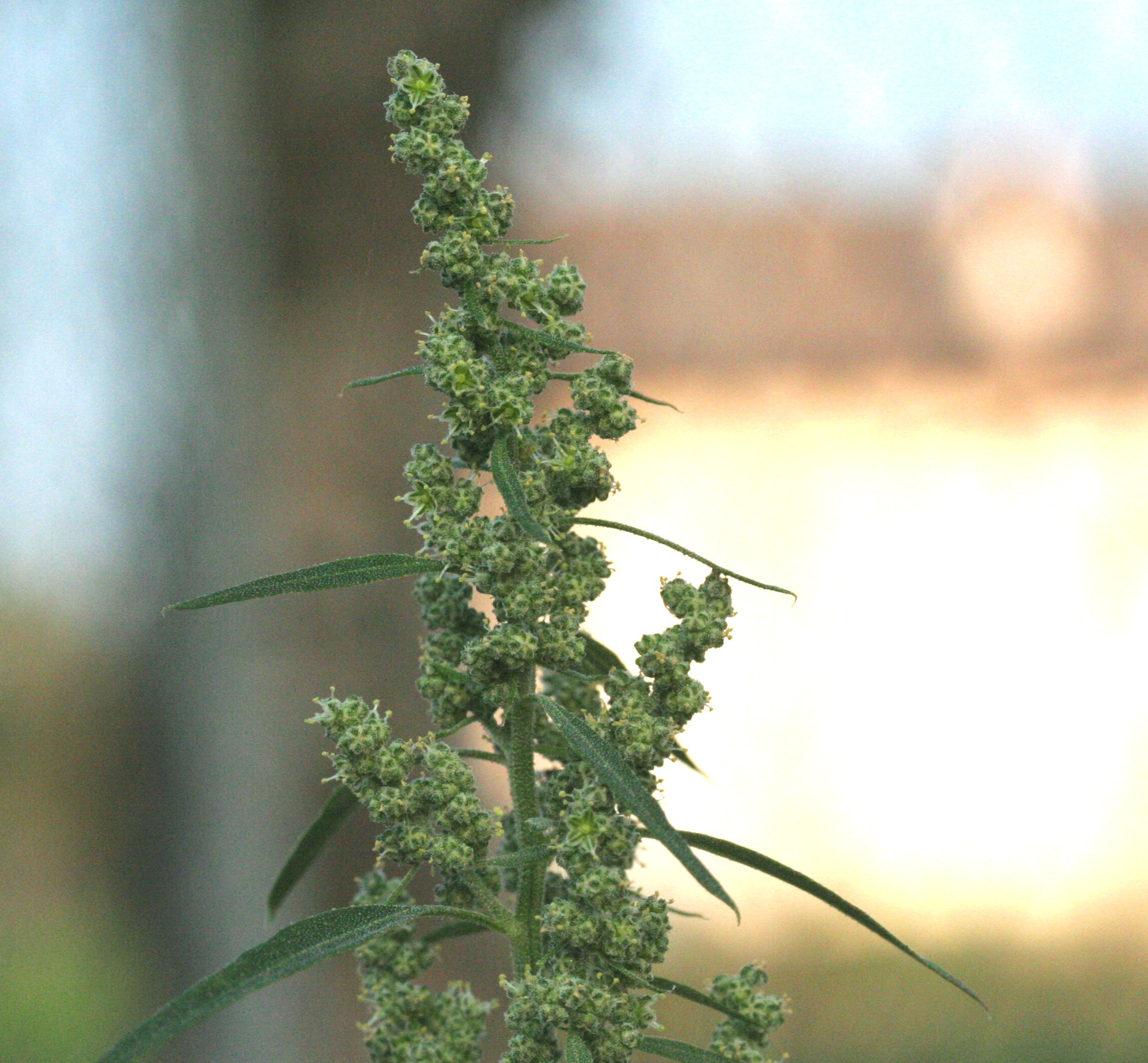
Infiorescenza Località: Cesa, Limana (BL), 330 m s.l.m. - 22/10/2008
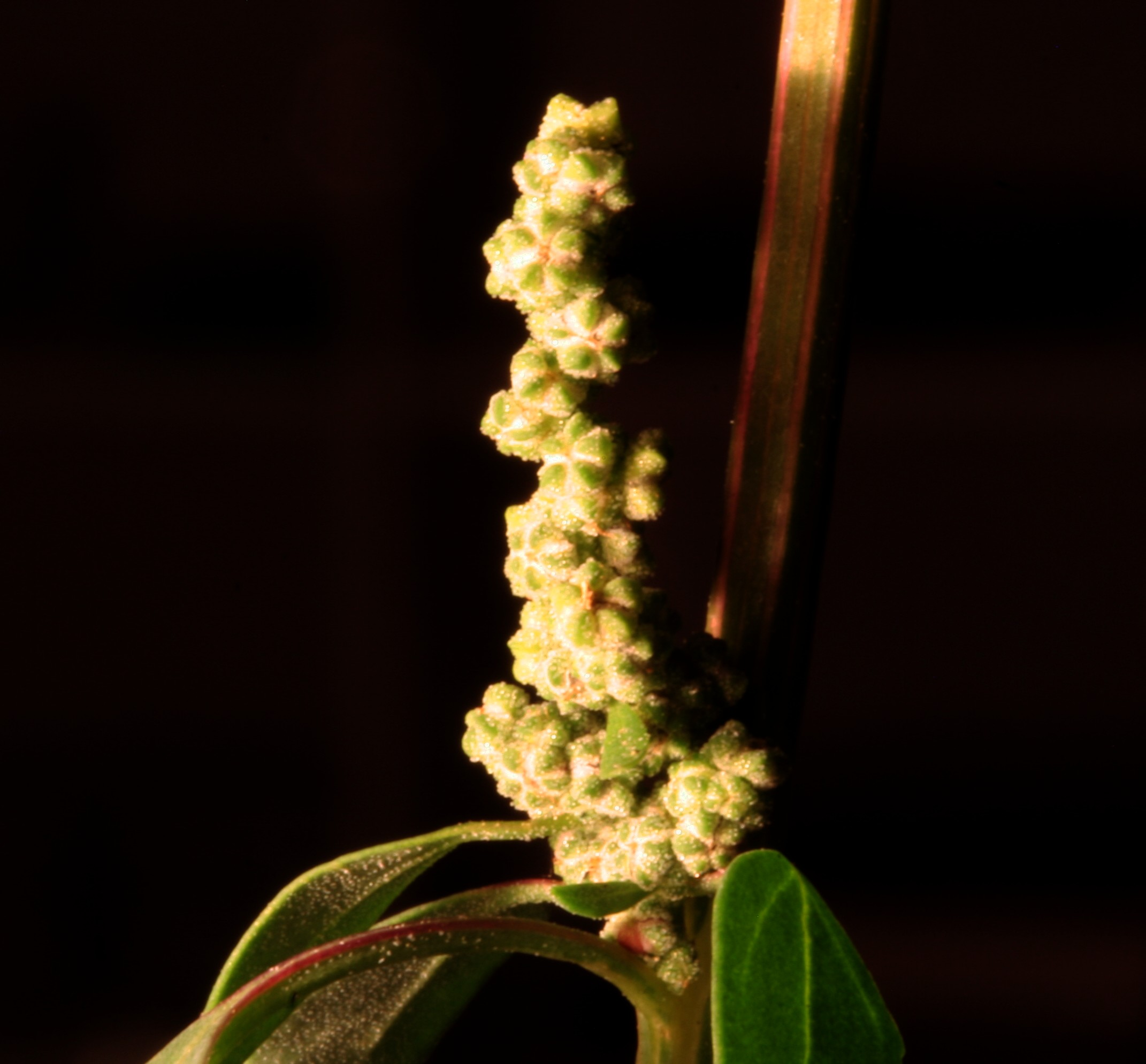
Glomerulo di fiori Località: Villa Prima, Limana (BL), 350 m s.l.m. - 04/10/2009
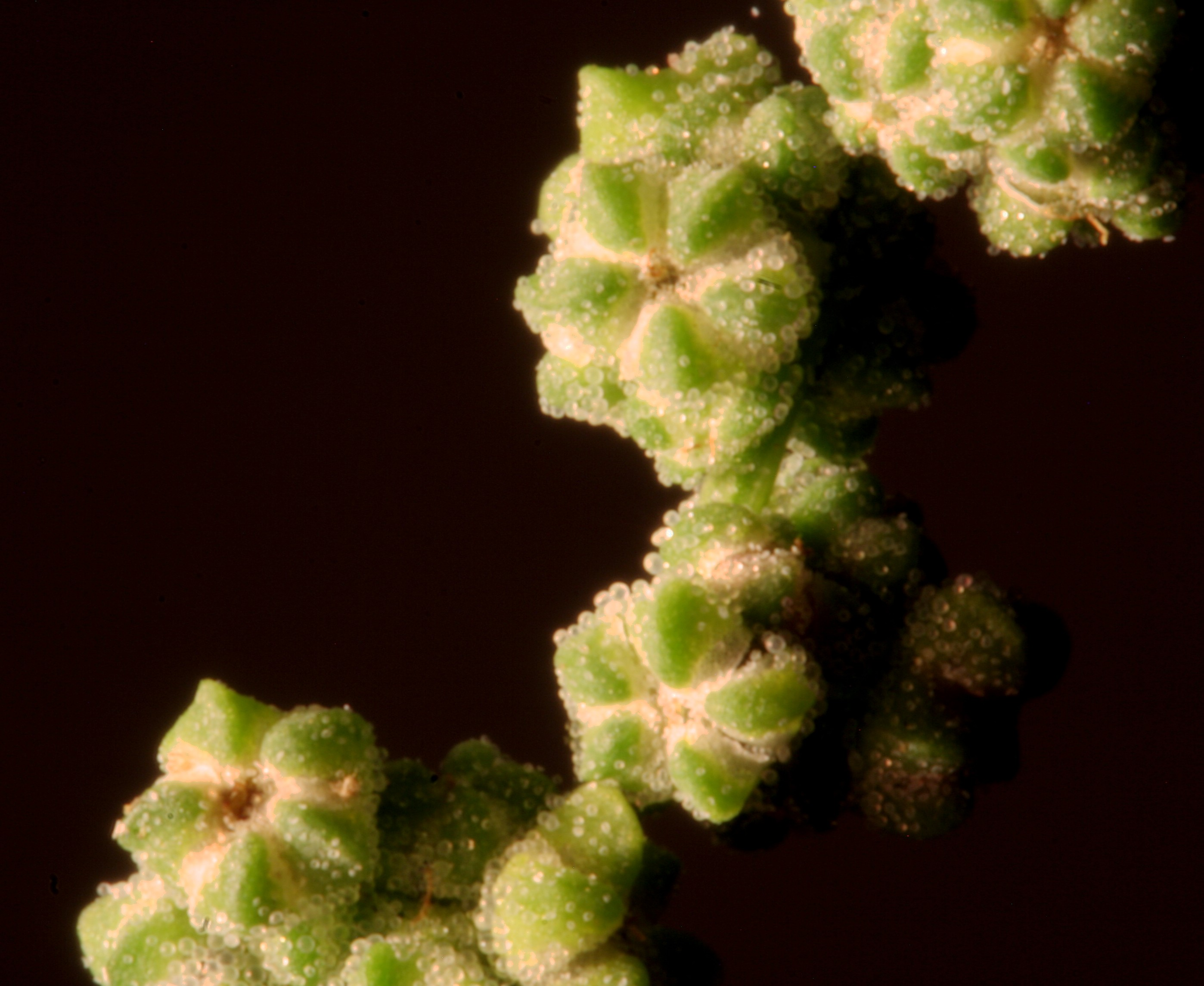
Fiori Località: Villa Prima, Limana (BL), 350 m s.l.m. - 04/10/2009
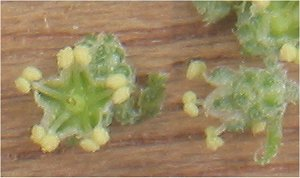
Interno del fiore

I fiori sono ermafroditi, pentameri (i vari verticilli – calice e stami - sono formati da 5 parti) e attinomorfi.
- Formula fiorale:

* P 5, A 5, G (2)  (supero)
- Calice: il calice (dialisepalo) è formato da 5 parti libere (in questo caso vengono chiamati tepali o anche sepaloidi) a consistenza erbacea e forma ottusa ma arrotondata alla base; il dorso è carenato. Anche questi elementi sono farinosi e ricoprono gran parte del frutto a maturità. Dimensione dei tepali: 1 mm x 1,1 mm.
- Corolla: la corolla è assente (dato caratteristico di tutto il genere, ma anche della famiglia).
- Androceo: gli stami sono 5 e liberi; la posizione degli stami è opposta ai tepali (obdiplostemonia).
- Gineceo: gli stili sono 2  (gineceo bi-carpellare)[5] su un ovario supero uni-loculare con placenta centrale libera (dalla quale si può sviluppare una capsula monosperma).
- Fioritura: da giugno a settembre.
- Impollinazione: tramite insetti.

### Frutti

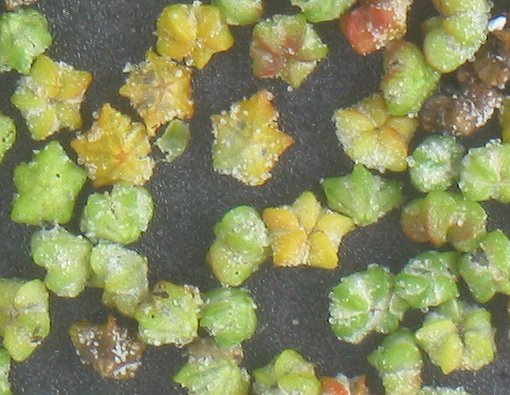
Frutti
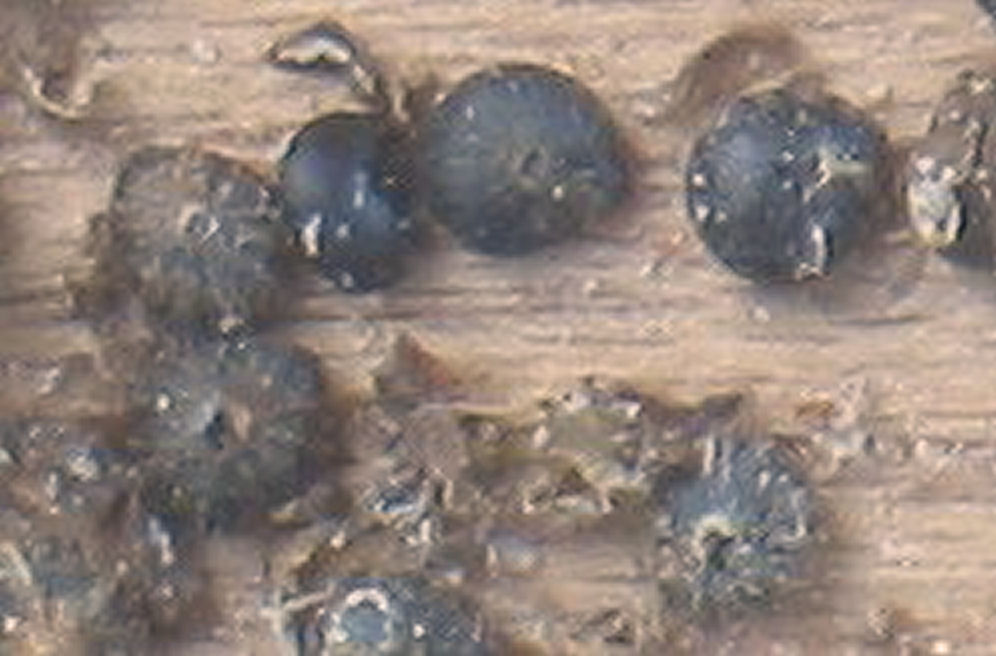
Semi

Il frutto è una capsula che alla maturità diventa carnosa e succosa. Ogni frutto contiene un solo seme nerastro e lucido a forma lenticolare (seme orizzontale). Il pericarpo (parte esterna del frutto) non è aderente (o solo raramente lo è). Dimensione del frutto: 0,9 – 1,6 mm. Diametro del seme: 1,2 mm.

## Tassonomia
Il genere Chenopodium comprende oltre 150 specie, abbondantemente presenti nelle zone temperate dell'emisfero boreale e australe.
Il Cronquist (1981) assegnava il genere alla famiglia delle Chenopodiaceae  mentre la moderna classificazione filogenetica include le Chenopodiaceae nella famiglia delle Amaranthaceae in quanto le differenze tra i due gruppi sono molto poco marcate.

### Variabilità
Chenopodium album è una specie molto polimorfa anche perché essendo decisamente cosmopolita subisce le influenze degli habitat più diversi. Essendo anche una specie antropica e infestante notevole è l'influenza data dalla pressione umana su queste piante. In effetti tutto il genere viene considerato di difficile classificazione ed è ancora superficialmente capito. Pignatti lo definisce (questo genere) “un groviglio di forme quasi inestricabile” (ne è la prova il recente spostamento da un punto di vista tassonomico dell'intera famiglia).
Il “Farinello comune” insieme con la specie Chenopodium giganteum fa parte del gruppo chiamato “Gruppo di Chenopodium album”. In effetti la distinzione fra le due specie a volte è difficoltosa per la presenza di ibridi intermedi. Diversi autori per capire meglio la tassonomia di questo gruppo hanno sviluppato elaborate gerarchie intraspecifiche con numerose sottospecie, varietà, sottovarietà, forme e sottoforme non sempre riconosciute da altri gruppi di botanici.
La variabilità maggior si riscontra nella forma delle foglie: più stretta, più larga, con i denti che incominciano nella metà superiore della lamina o fin dall'attaccatura del picciolo, oppure il primo dente simile agli altri o molto più pronunciato. Comunque questo non è il solo elemento polimorfo di questa specie.
Per questa specie (relativamente al territorio italiano) si individuano tre sottospecie (album – striatum – sucicum: sono descritte in dettaglio nel paragrafo “Descrizione delle sottospecie") che però alcuni botanici considerano delle specie indipendenti.
Esistono anche alcune “forme” (e “sottoforme”) che qui segnaliamo. I caratteri di queste comunque non sono ereditari ma dipendono dall'ambiente di crescita e sviluppo:
- Chenopodium album L. fo. concatenatum Thiull.: sia il fusto sia il margine fogliare si presenta arrossato.
- Chenopodium album L. fo. cymigerum (Koch) Aellen (1943)
- Chenopodium album L. fo. cymigerum (Koch) K.Arlt & B.Jüttersonke (1989): l'infiorescenza si presenta quasi corimbosa.
- Chenopodium album L. fo. dubium K.Arlt & B.Jüttersonke (1989)
- Chenopodium album L. fo. glomerulosiìum Rchb.: l'infiorescenza è discontinua o interrotta in più punti.
- Chenopodium album L. fo. glomerulosum (Rchb.) K.Arlt & B.Jüttersonke (1989)
- Chenopodium album L. fo. glomerulosum Aellen (1929)
- Chenopodium album L. fo. heterophyllum Wang-Wei & P.Y. Fu (1959)
- Chenopodium album L. fo. incanum Link: tutta la pianta è intensamente farinosa.
- Chenopodium album L. fo. lanceolatum Muhlbg.: le foglie sono molto allungate (3 volte la larghezza).
- Chenopodium album L. fo. lanceolatum (Muhl. ex Willd.) Schinz & Thell. (1914)
- Chenopodium album L. fo. leiospermum Kuntze (1891)
- Chenopodium album L. fo. microphyllum Boenningh.: come sopra, ossia sia il fusto sia il margine fogliare si presenta arrossato.
- Chenopodium album L. fo. opuliforme Aellen (1928)
- Chenopodium album L. fo. ovalifolium Aellen (1928)
- Chenopodium album L. fo. paganum Rchb: sia il fusto sia il margine fogliare si presenta arrossato.
- Chenopodium album L. fo. paucidentatum Aellen (1928)
- Chenopodium album L. fo. pseudopulifolium I.B. Schultz	Oesterr. (1900)
- Chenopodium album L. fo. pseudozschackei Aellen (1928)
- Chenopodium album L. fo. subficifolium Murr: il margine delle foglie è continuo (non dentato).
- Chenopodium album L. fo. subhastatum Murr: i denti basali delle foglie sono particolarmente sviluppati.
- Chenopodium album L. fo. spicatum (Koch) Aellen (1943): l'infiorescenza si presenta come una spiga cilindrica continua.
- Chenopodium album L. fo. subspontaneum Kuntze (1898)
- Chenopodium album L. fo. viride Auct., non L.: tutta la pianta è scarsamente farinosa.
- Chenopodium album L. fo. viride (L.) Aellen (1929)
- Chenopodium album L. subfo. corymbosodentatum K.Arlt & B.Jüttersonke (1989)
- Chenopodium album L. subfo. corymbosolanceolatum K.Arlt & B.Jüttersonke (1989)
- Chenopodium album L. subfo. cymigerum (Koch) K.Arlt & B.Jüttersonke (1989)
- Chenopodium album L. subfo. dubium K.Arlt & B.Jüttersonke (1989)
- Chenopodium album L. subfo. glomerulosum (Rchb.) K.Arlt & B.Jüttersonke (1989)
- Chenopodium album L. subfo. medium K.Arlt & B.Jüttersonke (1989)
- Chenopodium album L. subsp. novopokrovskyanum Aellen (1938)
- Chenopodium album L. subfo. ovalifolium K.Arlt & B.Jüttersonke (1989)
- Chenopodium album L. subfo. paucidens K.Arlt & B.Jüttersonke (1989)
- Chenopodium album L. subfo. thyrsoideum K.Arlt & B.Jüttersonke (1989)

Nell'elenco che segue sono indicate alcune varietà e sottospecie (l'elenco può non essere completo e alcuni nominativi sono considerati da altri autori dei sinonimi della specie principale o anche di altre specie):
- Chenopodium album L. subsp. amaranticolor H.J.Coste & A.Reyn. (1905) (sinonimo = C. giganteum D.Don)
- Chenopodium album L. subsp. ambrosioides (1905)
- Chenopodium album L. subsp. bernburgense Murr (1901)
- Chenopodium album L. subsp. collinsii Murr (1904)
- Chenopodium album L. subsp. concatenatum (Thuill.) Asch. & Graebn. (1913)
- Chenopodium album L. subsp. densifoliatum A.Ludw. & Aellen (1931)
- Chenopodium album L. subsp. diversifolium Aellen
- Chenopodium album L. subsp. ficifolium (Sm.) Hooker fil. (1870) (sinonimo = C. ficifolium)
- Chenopodium album L. subsp. hastatum Murr (1902)
- Chenopodium album L. subsp. hastatum (C.Klinggr.) Murr (sinonimo = C. acerifolium Andrz.)
- Chenopodium album L. subsp. iranicum Aellen (1967)
- Chenopodium album L. subsp. karoi Murr (1923)
- Chenopodium album L. subsp. microphyllum (Boenn.) Sterner (1938) (sinonimo = C. strictum subsp. striatiforme)
- Chenopodium album L. subsp. olukondae (Murr) Murr (1904)
- Chenopodium album L. subsp. opulifolium (Schrad. ex W.D.J. Koch & Ziz) Maire (1962) (sinonimo = C. opulifolium)
- Chenopodium album L. subsp. pedunculare (Bertol.) Murr (1904)
- Chenopodium album L. subsp. pseudopulifolium Murray (1904) (sinonimo = C. suecicum)
- Chenopodium album L. subsp. pseudostriatum Zschacke
- Chenopodium album L. subsp. quinoa Kuntze (1891)
- Chenopodium album L. subsp. reticulatum (Aellen) Beaugé ex Greuter & Burdet (1984)
- Chenopodium album L. subsp. spicatum (Koch) Nyár. (1942)
- Chenopodium album L. subsp. striatum (Krăsan) Murr (1904) (sinonimo = C. strictum)
- Chenopodium album L. subsp. subficifolium Murr
- Chenopodium album L. subsp. viride (L.) Arcangeli (1882)
- Chenopodium album L. subsp. virgatum (Thunb.) Blom (1933)
- Chenopodium album L. subsp. yunnanense Aellen
- Chenopodium album L. subvar. cymigerum (Koch) K.Arlt & B.Jüttersonke (1989)
- Chenopodium album L. subvar. leucospermum (Schrad.) Kuntze (1898)
- Chenopodium album L. subvar. purpurascens (Jacq.) Kuntze (1898)
- Chenopodium album L. var. acuminatum Kuntze (1891)
- Chenopodium album L. var. album
- Chenopodium album L. var. andinum J. Rémy
- Chenopodium album L. var. berlandieri (Moq.) Mack. & Bush in Mack. (1902)
- Chenopodium album L. var. boscianum (Moq.) A.Gray (1867)
- Chenopodium album L. var. candicans Moq.
- Chenopodium album L. var. centrorubrum Makino
- Chenopodium album L. var. coronatum Beauge (1972)
- Chenopodium album L. var. cymigerum Koch
- Chenopodium album L. var. dacoticum Aellen (1929)
- Chenopodium album L. var. desertorum Kuntze (1898)
- Chenopodium album L. var. hastatum C. Klinggr. 1866
- Chenopodium album L. var. integrifolium Cariot & St-Lager (1889)
- Chenopodium album L. var. klinggraeffii Abrom. (1917)
- Chenopodium album L. var. lanceolatum (Muhl. ex Willd.) Coss. & Germ. (1845)
- Chenopodium album L. var. laxiflorum Wang-Wei & P.Y. Fu (1959)
- Chenopodium album L. var. leptophyllum Moq. (1849) (sinonimo = C. leptophyllum)
- Chenopodium album L. var. microphyllum Boenn. (1824)
- Chenopodium album L. var. missouriense (Aellen) Bassett & Crompton (1982)
- Chenopodium album L. var. novopokrovskianum Aellen (1936)
- Chenopodium album L. var. opulifolium (Schrad.) Aswal (1994)
- Chenopodium album L. var. opulifolium G. Mey. (1836)
- Chenopodium album L. var. paganum (Rchb.) Syme (1868)
- Chenopodium album L. var. polymorphum Aellen (1943)
- Chenopodium album L. var. pseudopulifolium Abrom. (1917)
- Chenopodium album L. var. purpurascens (Jacq.) O.Ktze.
- Chenopodium album L. var. purpurascens Kuntze (1891)
- Chenopodium album L. var. quinoa (Willd.) Kuntze (1898)
- Chenopodium album L. var. reticulatum (Aellen) Uotila (1978)
- Chenopodium album L. var. spicatum Koch
- Chenopodium album L. var. stenophyllum Makino (1913)
- Chenopodium album L. var. stevensii Aellen (1929)
- Chenopodium album L. var. striatiforme Murr (1902)
- Chenopodium album L. var. striatum Krăsan (1894)
- Chenopodium album L. var. striatum J. Murr
- Chenopodium album L. var. subaphyllum Reiche (1911)
- Chenopodium album L. var. viride (L.) Pursh (1814)
- Chenopodium album L. var. viride (L.) Moq. (1849)

### Ibridi
La situazione è resa ancor più complessa dalla presenza di diversi ibridi. Nell'elenco che segue sono indicati alcuni ibridi interspecifici:
- Chenopodium × betulifolium J. Murr (1896) – Ibrido fra: C. album e C. opulifolium
- Chenopodium × borbasii J. Murr (1891) – Ibrido fra: C. album e C. opulifolium
- Chenopodium × fallax (Aellen) Dvorák - Ibrido fra: C. album e C. ficifolium
- Chenopodium × fursajevii Aellen & Iljin (1936) – Ibrido fra: C. album  e C. suecicum
- Chenopodium × murrii P. Fourn. (1935) - Ibrido fra: C. album e C. ficifolium
- Chenopodium × preissmannii Murr – Ibrido fra: C. album e C. opulifolium
- Chenopodium × pseudostriatum (Zschacke) Murr – Ibrido fra: C. album e C. strictum
- Chenopodium × pseudostrictum Zschacke (1901) – Ibrido fra: C. album e C. striatum)
- Chenopodium × jedlickae Dvorák (1986) – Ibrido fra: C. album e C.  ficifolium
- Chenopodium × zahnii Murr (1932) (sinonimo = C. ×jedlickae Dvorák)

### Sinonimi
La specie Chenopodium album ha avuto nel tempo diverse nomenclature. L'elenco che segue indica alcuni tra i sinonimi più frequenti:
- Chenopodium agreste E.H.L. Krause in Sturm (1901)
- Chenopodium amaranthicolor (Coste & Reynier) Coste & Reynier (1907) (sinonimo della subsp. amaranthicolor)
- Chenopodium bernburgense J. Murr (1901)
- Chenopodium browneanum Roem. & Schult. (1820)
- Chenopodium candicans Lam. (1779)
- Chenopodium centrorubrum Nakai (1981)
- Chenopodium concatenatum Thuill. (1799)
- Chenopodium giganteum D. Don (1981) (sinonimo della subsp. amaranthicolor)
- Chenopodium glomerulosum Reichenb. (1832)
- Chenopodium hookerianum Moq. in DC. (1849) (sinonimo della subsp. amaranthicolor)
- Chenopodium iljinii Golosk. (1981)
- Chenopodium lanceolatum R. Br. (1810)
- Chenopodium lanceolatum Muhlenberg ex Willd. (1809)
- Chenopodium leiospermum DC. in Lam. & DC. (1805)
- Chenopodium leptophyllum Nutt. ex Moq. in DC. (1849) (sinonimo della subsp. leptophyllum)
- Chenopodium linciense J. Murr (1901)
- Chenopodium microphyllum Boenninghausen (1824), non Thunb.
- Chenopodium neglectum Dumort. (1865)
- Chenopodium opulaceum Necker (1768)
- Chenopodium probstii Aellen (1984)
- Chenopodium paganum Reichenb. (1832)
- Chenopodium pedunculare Bertol. (1839)
- Chenopodium praeacutum (G. Beck) J. Murr (1901)
- Chenopodium precatorium Dumort. (1865)
- Chenopodium probstii Aellen (1928)
- Chenopodium purpurascens Gadeceau, non Jacq. (1776) (sinonimo della subsp. amaranthicolor)
- Chenopodium reticulatum Aellen (1928)  (sinonimo della subsp. reticulatum)
- Chenopodium stenophyllum (Makino) Koidzumi (1925)
- Chenopodium striatiforme Murr (1984)
- Chenopodium triviale Noulet (1837)
- Chenopodium virgatum Thunb. (1981)
- Chenopodium viride L. (1753)
- Chenopodium viridescens (St-Amans) Dalla Torre & Sarnth. (1909)
- Chenopodium zobelli A. Ludw. & Aellen (1987)

### Specie simili
Ovviamente una specie molto simile è il Chenopodium giganteum Don – Farinello color amaranto (vedi la sezione precedente: #Variabilità): si distingue (come dice il nome comune) per il colore amarantato delle foglie e del fusto.
Un'altra specie abbastanza simile è Chenopodium bonus-henricus  L – Farinello buon-enrico: le foglie sono più larghe e l'infiorescenza è prevalentemente terminale con sfumature rossicce.
Mediamente tutte le specie del genere Chenopodium sono abbastanza simili e differiscono per alcuni particolari delle foglie o dell'infiorescenza o altre caratteristiche minime relative al tipo di superficie del fusto e delle foglie.
Al di fuori del genere i giovani individui (senza infiorescenza) possono essere confusi con la specie Atriplex latifolia Wahlenb. Che comunque si distingue per la ramificazione opposta (in Chenopodium album la ramificazione è come le foglie: alterna).

## Descrizione delle sottospecie
Vengono evidenziate soprattutto le differenze rispetto al “tipo base”.

### Sottospeciealbum
- Chenopodium album L. subsp. album - Chenopodio bianco
- Foglie: la lamina delle foglie è triangolare con punta acuta.
- Fiori: i fiori hanno un perianzio verde-glauco a consistenza farinosa.
- Frutto e seme: la superficie del seme pur essendo liscia e percorsa da alcune strie longitudinali con lievi creste reticolato-rugose.
- Geoelemento: il tipo corologico (area di origine) è Subcosmopolita. Sono piante molto sinantropiche per cui si formano a contatto con gli insediamenti umani e facilmente si spostano con essi. È difficile quindi stabilire se sia una specie nativa dei nostri territori oppure no.
- Diffusione: è una pianta comunissima ovunque. Questo è decisamente il “tipo” più comune in Italia; ed è anche infestante le culture estivo-autunnali. In Europa (sui rilievi e nelle pianure) è altrettanto comune come pure nell'America del nord.
- Habitat: l'habitat tipico sono le zone incolte e ruderali; ma anche le colture e vicinanze a corsi d'acqua. Il substrato preferito è sia calcareo sia siliceo con pH neutro, alti valori nutrizionali e con terreno mediamente umido.
- Diffusione altitudinale: sui rilievi queste piante si possono trovare fino a 1500 m s.l.m.; frequentano quindi i seguenti piani vegetazionali: collinare e montano.
- Fitosociologia[10]:

Formazione: comunità terofiche pioniere nitrofile
Classe: Stellarietea mediae

### Sottospeciestriatum
- Chenopodium album L. subsp. striatum (Krasăn) Murr. (sinonimo = C. strictum Roth) – Chenopodio rigido
- Foglie: la lamina della foglia si presenta con dei margini laterali quasi paralleli, mentre l'apice è arrotondato.
- Fiori: i fiori hanno un perianzio verde-oliva glabro.
- Frutto e seme: la superficie del seme pur essendo liscia è percorsa da alcune strie longitudinali con lievi creste reticolato-rugose.
- Geoelemento: il tipo corologico (area di origine) è Asiatico.
- Diffusione: probabile presenza nel sud Italia. Mentre sulle Alpi è segnalato nelle province di Bolzano e Trento[10]. In Europa si trova sui seguenti rilievi: Massiccio Centrale, Massiccio del Giura, Carpazi e Alpi Dinariche.
- Habitat: l'habitat tipico sono le zone ruderali, lungo i sentieri di campagna e le ferrovie. Il substrato preferito è sia calcareo sia siliceo con pH neutro, alti valori nutrizionali e con terreno umido.
- Diffusione altitudinale: sui rilievi queste piante si possono trovare fino a 1000 m s.l.m.; frequentano quindi il piano vegetazionale collinare.
- Fitosociologia[10]:

Formazione: comunità terofiche pioniere nitrofile
Classe: Stellarietea mediae
Ordine: Sisymbrietalia

### Sottospecieviride
- Chenopodium album L. subsp. viride L. (sinonimi = C. suecicum Murr; = C. pseudopulifolium Murr.) - Chenopodio di Svezia
- Fusto: il colore di tutta la pianta è verde deciso.
- Frutto e seme: la superficie del seme è rugosa con strie delimitanti delle aree incavate.
- Geoelemento: il tipo corologico (area di origine) è Eurosiberiano.
- Diffusione: probabilmente non si trova in Italia; è segnalata comunque la presenza in Austria meridionale e nei Grigioni e nel Vallese[9][10]. Sui rilievi europei si trova nei Carpazi.
- Habitat: l'habitat tipico sono le zone incolte e ruderali; ma anche le colture tipo uliveti e vigneti. Il substrato preferito è sia calcareo sia siliceo con pH neutro, alti valori nutrizionali e con terreno mediamente umido.
- Diffusione altitudinale: sui rilievi queste piante si possono trovare fino a 1500 m s.l.m.; frequentano quindi i seguenti piani vegetazionali: collinare e montano.
- Fitosociologia[10]:

Formazione: comunità terofiche pioniere nitrofile
Classe: Stellarietea mediae

## Usi

### Farmacia
- Sostanze presenti: queste piante sono dotate di un olio essenziale chiamato ”essenza di chenopodio”, contengono inoltre betalaine[8] e altre sostanze come ferro e vitamina B1. Queste piante contengono inoltre altre sostanze come le saponine e acido ossalico. Le quantità di queste sostanze nella pianta sono esigue, ma un consumo esagerato delle foglie in certi individui può creare dei problemi. Problemi che possono aumentare se le piante sono raccolte su terreni ricchi di azoto[11]
- Proprietà curative: la proprietà più notevole è antielmintica (elimina svariati tipi di vermi o elminti parassiti); altre proprietà secondo la medicina popolare sono: carminative (favorisce la fuoriuscita dei gas intestinali), stomachiche (agevola la funzione digestiva), antiflogistiche (guarisce dagli stati infiammatori) e digestive in generale
- Parti usate: soprattutto le foglie.

### Cucina
Il chenopodio spontaneo viene consumato soprattutto come verdura nelle regioni alpine italiane e in particolare sulle Dolomiti. Lo si usa in insalata, ripassato in padella o anche come ripieno di ravioli e per insaporire gnocchi e quenelles.
La pianta è coltivata (o veniva coltivata) a scopo edule nell'America boreale dagli indiani del Nuovo Messico e dalle tribù abitatrici dell'Arizona. In certi casi i minuti semi possono essere usati come il "riso" oppure macinati per produrre della farina; altrimenti si consumano le giovani foglie come insalata o in minestra o cotte come gli spinaci. Anche dall'altra parte del mondo (India e zone temperate dell'Himalaya) questa pianta è usata in cucina.

Contenuto delle foglie (sono indicate solo le principali sostanze di interesse alimentare): proteine 3,9%; grassi 0,76%; carboidrati 8,93%.

Contenuto dei semi (sono indicate solo le principali sostanze di interesse alimentare): carboidrati 49%, proteine 16%.

### Agricoltura
Il “Farinello comune” è una erbaccia robusta e resistente e si trova per esempio nelle colture di grano, della soia e della barbabietola da zucchero. È molto comune anche negli orti, spesso assieme all'amaranto comune.